# 旧县镇 (嵩县)
旧县镇，是中华人民共和国河南省洛陽市嵩县下辖的一个乡镇级行政单位。

## 行政区划
旧县镇下辖以下地区：
旧县村、上川村、白庄村、谢庄村、西店村、马店村、龙潭沟村、寺上村、东村、沟门村、黄沟村、河南村和童子庄村。